# Bivacco Marchi-Granzotto
Il bivacco Antonio Marchi e Renzo Granzotto si trova nelle Dolomiti Friulane, più precisamente nell'alta val Monfalcon di Montanaia nel gruppo dei Monfalconi, all'altezza di 2168 m s.l.m.

## Caratteristiche
Il bivacco offre 12 posti letto complessivi Il bivacco venne costruito nel 1963. Nell'inverno 1987-1988 venne distrutto da una valanga.
Il luogo in cui sorge il bivacco gode della presenza a 260° di pareti strapiombanti, guglie e torrioni dolomitici e la possibilità di essere raggiunto senza particolari difficoltà.
Il bivacco venne dedicato ad Antonio Marchi e Renzo Granzotto, alpinisti e alpini di Pordenone caduti nella seconda guerra mondiale nella campagna italiana di Grecia.

## Accesso
Il bivacco è raggiungibile:
- dal rifugio Giaf in 2 ore tramite la  forcella del Cason oppure tramite la  forcella Da las Busas. Entrambi gli itinerari passano per un ghiaione ripido. Il tempo che si impiega è di circa 2 ore.
- dal rifugio Pordenone in 2.30 ore passando per la val Meluzzo e risalendo la val Monfalconi, l'itinerario non presenta difficoltà ed è adatto a tutti. Da qui è possibile completare un anello scendendo per la val Cimoliana o per i più esperti superare il ripido canalone con anche un breve salto di roccia di forcella Cimoliana e scendere per la val Montanaia.
- dal rifugio Padova per la forcella Monfalcon di Forni, 2309 m, dislivello 1150 m. L'itinerario si sviluppa prima in un bosco di abeti, larici e pini mughi. Superato il bivio con il sentiero CAI 353 si entra in un maestoso circo con pareti dolomitiche da tutti i lati. Da qui inizia un tratto di ghiaione. Il bivacco si raggiunge in circa 2 ore e mezza.